# Julia Duffy
Julia Duffy, geboren als Julia Margaret Hinds (Ramsey County, 27 juni 1951), is een Amerikaans actrice. Ze werd in 1988 genomineerd voor een Golden Globe, in zowel 1984, 1985, 1986, 1987, 1988, 1989 als 1990 voor een Primetime Emmy Award en in zowel 1987 als 1990 voor een American Comedy Award, steeds voor haar bijrol als de incompetente rijkeluisdochter Stephanie Vanderkellen in de komedieserie Newhart. Duffy maakte in 1973 haar acteerdebuut als Penny Davis in de soapserie The Doctors. Haar eerste filmrol volgde in 1980, als Mol in de sciencefictionkomedie Battle Beyond the Stars.

## Filmografie
*Exclusief 5+ televisiefilms
- Wishing Out Loud (2015)
- Camp X-Ray (2014)
- Bed & Breakfast: Love is a Happy Accident (2010)
- Be My Baby (2007)
- Intolerable Cruelty (2003)
- Dumb and Dumberer: When Harry Met Lloyd (2003)
- Charlotte's Web 2: Wilbur's Great Adventure (2003, stem)
- Wacko (1982)
- Night Warning (1982)
- Cutter's Way (1981)
- Battle Beyond the Stars (1980)

## Televisieseries
*Exclusief eenmalige gastrollen
- Shameless - Candace Lishman (2011-2013, vier afleveringen)
- Drake & Josh - Mrs. Hayfer (2004-2007, vier afleveringen)
- Listen Up - Jane McKillop (2005, twee afleveringen)
- Reba - Mrs. Hodge (2001-2002, vier afleveringen)
- Grace Under Fire - Bev Henderson (1998, twee afleveringen)
- Social Studies - Frances Harmon (1997, twee afleveringen)
- The Mommies - Barb Ballantine (1993-1995, 28 afleveringen)
- Designing Women - Allison Sugarbaker (1991-1992, 23 afleveringen)
- Baby Talk - Maggie Campbell (1991, twaalf afleveringen)
- Newhart - Stephanie Vanderkellen (1983-1990, 163 afleveringen)
- The Love Boat - Sandy (1979, twee afleveringen)
- Wizards and Warriors - Princess Ariel (1983, acht afleveringen)
- The Blue and the Gray - Mary Hale (1982, drie afleveringen - miniserie)
- The Doctors - Penny Davis (1973-1977, ... afleveringen)

## Privé
Duffy trouwde in 1984 met acteur Jerry Lacy. Samen met hem kreeg ze dochter Kerry Kathleen en zoon Danny
- Biblioteca Nacional de España: XX4899949
- International Standard Name Identifier: 0000 0001 1454 4568
- Library of Congress Control Number: no2005110826
- SNAC: w66h6bzt
- Virtual International Authority File: 107005048
- WorldCat: E39PBJw4ygXJRbP87r9dpWCvpP